# Rouble letton

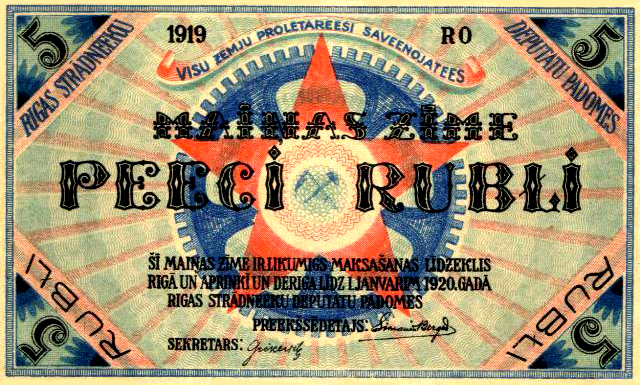
Billet de cinq rouble letton

Le rouble letton (LVR) fut l'unité monétaire de la Lettonie de 1919 à 1922 et de 1992 à 1993.

## Histoire

### La république de 1918 - le premier rouble letton
La République de Lettonie ne naît qu'en 1918, lorsque les provinces russes de Livonie et de Courlande, occupées par l’Allemagne, proclament leur indépendance.
Après la proclamation de la République en 1918, de nombreuses devises étaient en circulation (roubles, marks, Reichsmarks allemands, les prétendus roubles et kopecks du tsar, la prétendue monnaie de la Douma ainsi que des kerenkas de même que des billets émis par différentes villes). Le 11 décembre 1918, le ministre des Finances fixe un taux de change officiel pour les devises en circulation, reconnaissant ce faisant trois devises comme ayant cours légal, dont aucune n'est monnaie nationale. 
Le 22 mars 1919, le gouvernement provisoire de Lettonie autorise le ministre des Finances à émettre les premiers billets du Trésor. Ils sont dénommés roubles letton et kopecks. Ces émissions marquent la naissance d'un système monétaire letton indépendant bien que des monnaies allemandes et russes continuent à avoir cours légal en Lettonie.
Le 3 août 1922, le cabinet des ministres approuve les Régulations sur la monnaie. La monnaie nationale est alors appelée lats, et la centième partie du lats est nommée santims. Le rouble letton reste en circulation avec le lats, à raison de 1 lats = 50 roubles lettons. Afin d'encourager une politique monétaire, l'Assemblée constitutionnelle adopte une loi qui crée la Banque de Lettonie le 7 septembre 1922. L'autorisation d'émettre est réservée à cette banque. Le 2 novembre 1922, la Banque de Lettonie émet les premiers billets provisoires : des billets de 500 roubles avec surcharge.

### La république de 1990 - le second rouble letton
En 1987, le bureau républicain letton de la Banque d'État de l'URSS est renommé Banque de la République lettonne de la Banque d'État de l'URSS — mais elle n'obtient pas le droit d'émettre une devise propre.
Le 2 mars 1990, le Conseil suprême de la RSS de Lettonie vote la résolution Sur la Banque de Lettonie. Elle (re)fonde la Banque de Lettonie, comme une banque centrale, pouvant émettre une monnaie nationale. Cependant, ce n'est qu'à la suite de la déclaration d'indépendance du 4 mai 1990, qu'une nouvelle résolution, Sur la Réorganisation des Banques sur le territoire de la République de Lettonie (du 3 septembre 1991) que ce droit d'émission est effectivement reconnu. Les lois lettones Sur les Banques et Sur la Banque de Lettonie renforcent le statut de cette dernière comme banque centrale.
Le 31 juillet 1990, le conseil supérieur de la Banque de Lettonie décide de restaurer la monnaie nationale en remplacement du rouble russe. Le 4 mai 1992, un rouble letton est réintroduit comme monnaie provisoire avec les coupures suivantes (1, 2, 5, 10, 20, 50, 200 et 500 — artiste Kirils Smelkovs). Le lats remplacera le rouble letton à partir de 1993.